# 飯塚弘明
飯塚 弘明（いいづか ひろあき、1968年 - ）は、日本の作家。大本と出口王仁三郎研究家。

## 来歴
栃木県生まれ。中卒。20代前半から出口王仁三郎の魅力に取りつかれ、師事する。2003年、ウェブサイト「王仁三郎ドット・ジェイピー」（オニド）を設置。およそ3年がかりで出口王仁三郎・著『霊界物語』全83冊を電子テキスト化し、ネット上で無料で公開する。2007年より、出口王仁三郎・霊界物語をテーマにしたイベント活動、勉強会、講座などを開催。霊界物語をもとにしたマンガ（霊界物語コミックス）や、解説書（超訳 霊界物語）など著述・出版活動に取り組む。
王仁三郎・著『霊界物語』のテーマは「言向け和す」であると主張している。

## 主な著作
- （飯塚弘明・著）『超訳 霊界物語 ～出口王仁三郎の「世界を言向け和す」指南書』2013年、太陽出版
- （飯塚弘明・著）『超訳 霊界物語2 ～出口王仁三郎の「身魂磨き」実践書』2014年、太陽出版
- （飯塚弘明・著）『あらすじで読む霊界物語』2019年、文芸社
- （飯塚弘明・脚本）『霊界物語コミックス1　深遠微妙』出口孝樹・監修、2008年、愛善世界社
- （飯塚弘明・脚本）『霊界物語コミックス2　雪山幽谷』出口孝樹・監修、2008年、愛善世界社
- （飯塚弘明・協力）『切紙神示と共に甦る孝明天皇の遺勅（予言）　誰も知らなかった日本史』出口恒・著、2016年、ヒカルランド